# نیکیتا گلازکوف
نیکیتا گلازکوف (روسی: Никита Юрьевич Глазков؛ زادهٔ ۱۶ آوریل ۱۹۹۲) شمشیرباز اهل روسیه است.